# Élections législatives de 1946 en Moselle
Les Élections législatives françaises de 1946 se tiennent le 10 novembre. Ce sont les premières élections législatives de la Quatrième république, après l'adoption lors du référendum du 13 octobre d'une nouvelle constitution.

## Mode de scrutin
L'Assemblée nationale est composée de 618 sièges pourvus au scrutin proportionnel plurinominal suivant la règle de la plus forte moyenne dans le cadre départemental, sans panachage. 
Le vote préférentiel est admis, en inscrivant un numéro d'ordre en face du nom d'un, de plusieurs ou de tous les candidats de la liste. Mais l'ordre ne pourra être modifié que si au moins la moitié des suffrages portés sur la liste est numéroté. Dans les faits les modifications ne dépasseront jamais les 7%.
Dans le département de la Moselle, sept députés sont à élire.

## Élus
| Député sortant | Parti | Parti | Député élu ou réélu | Parti | Parti |
| -------------- | ----- | ----- | ------------------- | ----- | ----- |
| Pierre Muller  |       | PCF   | Pierre Muller       |       | PCF   |
| Robert Schuman |       | MRP   | Robert Schuman      |       | MRP   |
| Jules Thiriet  |       | MRP   | Jules Thiriet       |       | MRP   |
| Émile Engel    |       | MRP   | Jean Sauder         |       | MRP   |
| Joseph Schaff  |       | MRP   | Joseph Schaff       |       | MRP   |
| Alfred Krieger |       | UDSR  | Alfred Krieger      |       | UDSR  |
| Henri Giraud   |       | RI    | Raymond Mondon      |       | UDSR  |

## Résultats

### Résultats à l'échelle du département
| Parti    | Parti       | Tête de liste  | Résultats | Résultats | Sièges |  |
| Parti    | Parti       | Tête de liste  | Voix      | %         |        |  |
| -------- | ----------- | -------------- | --------- | --------- | ------ |  |
|          | MRP         | Robert Schuman | 115 705   | 46,77     | 4      |  |
|          | UDSR-Gaull. | Alfred Krieger | 60 064    | 24,28     | 2 1    |  |
|          | PCF         | Pierre Muller  | 47 384    | 19,15     | 1      |  |
|          | SFIO        | Edmond Psaume  | 10 112    | 4,09      | -      |  |
|          | RI          | Alex Wiltzer   | 9 463     | 3,83      | - 1    |  |
|          | Un° Lorr.   | Émile Muller   | 4 662     | 1,89      | -      |  |
|          |             |                |           |           |        |  |
| Inscrits | Inscrits    | Inscrits       | 336 112   | 100,00    | 7      |  |
| Votants  | Votants     | Votants        | 253 901   | 75,54     |        |  |
| Exprimés | Exprimés    | Exprimés       | 247 390   | 97,44     |        |  |